# Amores perros
Amores perros (Spaans voor hondse liefde, (Engels: Love's a bitch)) is het speelfilmdebuut van de Mexicaanse regisseur Alejandro González Iñárritu. Het scenario voor de film die in 2000 uitkwam, is gebaseerd op het draaiboek van de Mexicaanse schrijver Guillermo Arriaga.
In de film vertelt regisseur Alejandro González Inárritu in drie verhalen over verlies en hoop, liefde en haat in Mexico-Stad. Het draaipunt is een zwaar auto-ongeluk, dat het noodlot vormt voor de hoofdpersonen. Elk van de drie verhalen is een reflectie van de wreedheid die mensen elkaar aandoen en hoe verlies verwerkt wordt. Het leven van de hoofdpersonen eindigt duisterder en lelijker dan dat van de honden om hen heen.
De film werd genomineerd voor de Oscar voor beste niet-Engelstalige film in 2001, en won onder andere de BAFTA voor beste niet-Engelstalige film in 2002.

## Rolverdeling
| Acteur             | Personage          |
| ------------------ | ------------------ |
| Emilio Echevarría  | El Chivo           |
| Gael García Bernal | Octavio            |
| Goya Toledo        | Valeria            |
| Álvaro Guerrero    | Daniel             |
| Vanessa Bauche     | Susana             |
| Jorge Salinas      | Luis               |
| Marco Pérez        | Ramiro             |
| Adriana Barraza    | Moeder van Octavio |

## Over de titel
De titel kan op meerdere manieren uitgelegd worden:
1. Amores perros kan betekenen goed/slecht, als in amores, de mooie zaken van het leven, en perros, de rottige, de nare. ¡Este perro de vida! (Wat een rotleven, wat een hondenleven.) Het kan meezitten, het kan tegenzitten in het leven.
2. De filmposter stelt de vraag ¿Qué es el amor?[1] (wat is liefde?), de filmtitel geeft het antwoord: Amor es perros (liefde is ellendig, waardeloos). Zoals de liefde tussen de hoofdpersonen en hun naasten.
3. En, zoals de zwerver Chivo, die alleen nog om zijn honden geeft, kan weten, liefde is honden.